# Europese kampioenschappen jachtgeweer 1964
De Europese kampioenschappen jachtgeweer 1964 waren door het Europees comité van de Union Internationale de Tir (UIT) georganiseerde kampioenschappen voor schutters in het kleiduifschieten. De tiende editie van de Europese kampioenschappen vond plaats in het Italiaanse Bologna.

## Resultaten

### Trap
| Onderdeel   | Goud               | Zilver          | Brons              |
| ----------- | ------------------ | --------------- | ------------------ |
| Heren       |                    |                 |                    |
| Individueel | Ennio Mattarelli   | Michel Prevost  | Heinz Leibinger    |
| Team        | Italië             | Polen           | BRD                |
| Dames       |                    |                 |                    |
| Individueel | Christiane Stephan | Michele Delaire | Valentina Gerasina |

### Skeet
| Onderdeel   | Goud             | Zilver           | Brons       |
| ----------- | ---------------- | ---------------- | ----------- |
| Heren       |                  |                  |             |
| Individueel | Juri Tsuranov    | Vadim Vorobev    | Hans Suppli |
| Team        | Sovjet-Unie      | Frankrijk        | BRD         |
| Dames       |                  |                  |             |
| Individueel | Claudia Smirnova | Francine Wauters | Nina Geuens |

1955 · 1956 · 1957 · 1958 · 1959 · 1960 · 1961 · 1962 · 1963 · 1964 · 1965 · 1966 · 1967 · 1968 · 1969 · 1970 · 1971 · 1972 · 1973 · 1974 · 1975 · 1976 · 1977 · 1978 · 1979 · 1980 · 1981 · 1982 · 1983 · 1984 · 1985 · 1986 · 1987 · 1988 · 1989 · 1990 · 1991 · 1992 · 1993 · 1994 · 1995 · 1996 · 1997 · 1998 · 1999 · 2000 · 2001 · 2002 · 2003 · 2004 · 2005 · 2006 · 2007 · 2008 · 2009 · 2010 · 2011 · 2012 · 2013 · 2014 · 2015 · 2016 · 2017 · 2018 · 2019 · 2020 · 2021 · 2022 · 2023 · 2024 ·